# Kermia daedalea
Kermia daedalea là một loài ốc biển, là động vật thân mềm chân bụng sống ở biển trong họ Conidae.